# El Crucero, Tepeji del Río de Ocampo
El Crucero är en ort i Mexiko.   Den ligger i kommunen Tepeji del Río de Ocampo och delstaten Hidalgo, i den sydöstra delen av landet, 60 km norr om huvudstaden Mexico City. El Crucero ligger 2 135 meter över havet och antalet invånare är 189.
Terrängen runt El Crucero är kuperad söderut, men norrut är den platt. Runt El Crucero är det ganska tätbefolkat, med 155 invånare per kvadratkilometer. Närmaste större samhälle är Colonia Santa Teresa, 15,3 km sydost om El Crucero. I omgivningarna runt El Crucero växer huvudsakligen savannskog.